# Marc Panther
Marc Panther (マーク・パンサー, Maaku Pansaa), de son vrai nom Ryūichi Sakai (酒井龍一, Sakai Ryūichi), est un rappeur, chanteur et coproducteur japonais né le 27 février 1970 à Marseille, de père français et de mère japonaise. Il emploie parfois le pseudonyme MARC, et le nom de Marc Jule Pinsonnat en France.

## Biographie
Il débute dans les années 1980 comme mannequin. En 1991, il publie un album.
En 1995, il devient membre du groupe de J-pop Globe, comme rappeur et parolier de certains titres, aux côtés de Tetsuya Komuro. Il fait un featuring en début d'année avec trf sur le morceau See the Sky.
En 1997, il est le parolier de 8 titres de l'album Concentration 20 de Namie Amuro dont le single How to be a girl, un tube vendu à plus de 770 000 exemplaires.  
En 1999 il écrit les paroles de 11 titres sur SA le premier album d'Ami Suzuki vendu à plus de 1 867 000 copies. 
En 2000 il sort via le projet globe featuring son propre single intitulé The Main Lord.  
En 2002, il fonde en parallèle le groupe 245, qui compose pour globe This is the Last Night sur l'album Level 4 et arrangeur du morceau "Come into Existence". L'année suivante, 245 publie l'album Experience, avec Cosmic Dream en premier single. 
Au sein de globe il interprète certains titres en solo : Come into Existence sur l'album Lights, Liquid Panorama sur lights2, Inside feat. MARC sur Level 4 et SIMPLOVE sur maniac.  
En 2007 le deuxième Album de 245 est publié, il s'intitule Tainted Love. 
En 2012 Marc accorde une interview à JaME pour parler de sa carrière, de la musique japonaise et de ses futurs projets, il donne également des nouvelles de l'état de santé de la chanteuse Keiko. 
En 2014 il produit l'intégralité de l'album de remix de globe GDM (Globe dance music), il obtiendra le meilleur score au top albums pour un album de remix de globe depuis Global Trance Best en 2003. 
À partir de janvier 2018, à la suite du retrait de l'industrie de Tetsuya Komuro, il est l'unique membre de Globe en activité. Ce nouveau statut lui donne l'idée de concocter pour les fans une tournée des clubs japonais baptisée Globe Generation.

## Discographie
En solo
- 1991.10.30 : Ciao, l'amour - Koi ni sayonara (チャオ,ラ・ムール 恋にさよなら?) (album)
- 1995.04.21 : Very Very Nice Song (OK!Mix) (single)

avec globe
"globe featuring MARC"
- 2000.03.29 : The Main Lord  (single)

avec 245 
- 2004.3.17 : Experience
- 2007.2.28 : Tainted Love